# Липкан, Александр Михайлович
Алекса́ндр Миха́йлович Липка́н (рум. Alexandru Lipcan; 21 августа [3 сентября] 1908, Кагул, Бессарабская губерния—10 июня 1977, Кишинёв, Молдавская ССР) — советский молдавский писатель, журналист, переводчик.

## Биография
Александр Михайлович Липкан родился 21 августа (3 сентября) 1908 года в городе Кагул Бессарабской губернии. В 1934 году окончил юридический факультет Бухарестского университета.
Участник Великой Отечественной войны.
В 1940-х начал работу в качестве журналиста.
Автор романов «Пробуждение» (рум. Deşteptarea, 1952) и «Дорога тополей» (рум. Drumul cu plopi, 1956). В книге новелл «Когда зреет виноград» (рум. Când se coace poama, 1958) и в повести «Утренние заморозки» (рум. Brumele cad dimineaţa, 1961) описал колхозные будни молдавской деревни.
Перевёл на молдавский язык «Анну Каренину» Льва Толстого, «Мать» Максима Горького, «Поднятая целина» Михаила Шолохова и др.
Заслуженный работник культуры Молдавской ССР (1967).
Скончался 10 июня 1977 года в Кишинёве.

## Творчество
- Alexandru Lipcan. Deşteptarea (Пробуждение), 1952
- Alexandru Lipcan. Drumul cu plopi (Дорога тополей), 1956
- Александр Липкан. Пробуждение / Перевод с молдавского Бориса Турганова. — Кишинёв: Государственное издательство Молдавии, 1958 г. — 416 стр.
- Alexandru Lipcan. Când se coace poama (Когда зреет виноград), 1958
- Alexandru Lipcan. Brumele cad dimineaţa (Утренние заморозки), 1961
- Alexandru Lipcan. Iulie — luna lui cuptor, 1967
- Alexandru Lipcan. Lumini la răspântii, 1976